# Juan Carlos Díaz (futbolista argentino)
Juan Carlos Díaz (Lomas de Zamora, Buenos Aires, 10 de septiembre de 1957 - Buenos Aires, 29 de junio de 2024) más conocido como Nene Díaz, fue un exfutbolista y entrenador colombo-argentino. Fue un referente del Club Atlético Los Andes y desarrollo gran parte de su carrera igualmente con éxito en el fútbol colombiano.

## Trayectoria

### Como jugador
Con el Club Atlético Los Andes donde hace todas las divisiones menores dando el paso al equipo profesional debutando en 1975, estando allí durante cinco temporadas se convirtió en un ídolo del club jugando 189 partidos en los que anotó 31 goles.
Llegó a territorio colombiano fichado por el Atlético Bucaramanga en 1981, con el equipo 'leopardo' estuvo 3 temporadas y media donde anotó 26 goles en 134 partidos.
En 1985 llega al Millonarios de Bogotá, donde estuvo 3 años, aunque no tuvo mucha regularidad es recordado por sus buenas actuaciones en las que salió campeón en dos oportunidades, la estrella 12 y 13 del cuadro embajador, con el azul en total disputó 138 partidos y anotó 22 goles.
En 1989 llegá al Deportivo Independiente Medellín donde eran junto a Barrabas Gómez los jugadores de más experiencia. Allí disputaría 48 partidos y anotaría 5 goles tras la historia que sucede del árbitro asesinado en 1989 y la suspensión del campeonato el nene regresa al fútbol argentino para buscar club tras no arreglarse su vinculación con ningún club regresa al fútbol cafetero.
En 1990 llega a jugar con el blanco blanco de Manizales, allí logra hacer una buena campaña pero el dt Moisés Pachón quería un equipo más joven y se tiene que ir del club juntó con los otros jugadores de experiencia.
En 1991 llegá al Cúcuta Deportivo donde se convierte en un referente. Con este equipo disputaría 151 partidos en los que anotaría 33 goles hasta 1995.
Se retira en el Deportivo Táchira de Venezuela donde juega 10 partidos y anota 5 goles hasta finales de 1995.

### Como entrenador
Tras su retiro como jugador regresó a territorio colombiano donde fue asistente del Bocha Santín en 1996 del Cúcuta Deportivo.
Ya como entrenador en propiedad ha dirigido sin lograr mayor éxito, Los Andes donde en su primera experiencia dirige durante año y medio (2002/03) después regresa al club en la temporada (2005/06).
De allí pasa al Sportivo Italiano donde dirige por un año.
Luego tomaría las riendas de Sarmiento de Junín donde dirige por 9 meses.
En 2009 retorna a la frontera colombo-venezolana dirigiendo con éxito al Club Deportivo San Antonio de la Segunda División de Venezuela.
Terminada la temporada se quedaría en la frontera pero esta vez del lado Colombiano siendo nombrado como entrenador del Cúcuta Deportivo en reemplazo del 'Matemático' Néstor Otero durante el Torneo Apertura 2010. En julio de 2011 dimite de su cargo luego de haber conseguido resultado aceptables. El 19 de diciembre de 2011 se confirma su regreso a la dirección técnica del Cúcuta Deportivo para la temporada 2012 donde tan solo dirige 11 partidos.
En 2014 fue el coordinador de las divisiones menores del Club Los Andes hasta su muerte.

## Muerte
Su hija, Guada, advirtió que su papá había sido ingresado a cuidados intensivos de una clínica en Buenos Aires, con pronóstico muy  reservado. El jueves pasado, su hija señaló que el estado de salud del ex-volante ofensivo era muy delicado, pero los médicos advirtieron ese día que había mejorado un poco de sus condiciones clínicas.
Luego, el periodista santandereano Felipe Zarruk aseguró que el exfutbolista había sufrido una neumonía y que fue sometido a un cateterismo tras sufrir un paro cardíaco.
Juan Carlos Díaz falleció el 29 de junio de 2024 en Buenos Aires, Argentina.

## Clubes

### Como jugador
| Club                 | País                | Año                 | Partidos | Goles |
| -------------------- | ------------------- | ------------------- | -------- | ----- |
| Los Andes            | Argentina           | 1975 - 1980         | 189      | 31    |
| Atlético Bucaramanga | Colombia            | 1981 - 1985         | 134      | 26    |
| Millonarios          | Colombia            | 1985 - 1988         | 138      | 22    |
| DIM                  | Colombia            | 1989 - 1990         | 48       | 5     |
| Once Caldas          | Colombia            | 1990 - 1991         | 56       | 6     |
| Cúcuta Deportivo     | Colombia            | 1991 - 1995         | 151      | 31    |
| Deportivo Táchira    | Venezuela           | 1995                | 10       | 5     |
| Total en su Carrera  | Total en su Carrera | Total en su Carrera | 726      | 126   |

### Como asistente
| Club                     | País      | Año         | Asistente De       |
| ------------------------ | --------- | ----------- | ------------------ |
| Cúcuta Deportivo         | Colombia  | 1996        | Sergio Santín      |
| El Porvenir (Inferiores) | Argentina | 1997 - 1999 | --                 |
| Los Andes                | Argentina | 2000 - 2001 | Miguel Ángel Russo |

### Como entrenador
| Club               | País      | Año         |
| ------------------ | --------- | ----------- |
| Los Andes          | Argentina | 2002 - 2005 |
| Sportivo Italiano  | Argentina | 2006        |
| Sarmiento de Junín | Argentina | 2007 - 2008 |
| Club San Antonio   | Venezuela | 2009 - 2010 |
| Cúcuta Deportivo   | Colombia  | 2010 - 2011 |
| Los Andes          | Argentina | 2012        |
| Cúcuta Deportivo   | Colombia  | 2012        |
| Los Andes          | Argentina | 2013        |
| Patriotas Boyacá   | Colombia  | 2013        |

### Otros cargos
| Club      | País      | Año         | Rol                            |
| --------- | --------- | ----------- | ------------------------------ |
| Los Andes | Argentina | 2014 - 2024 | Coordinador divisiones menores |

## Estadísticas como entrenador
| Equipo                                | Competición | Partidos | Partidos | Partidos | Partidos | Goles | Goles | Goles |
| Equipo                                | Competición | J        | G        | E        | P        | GF    | GE    | DG    |
| ------------------------------------- | ----------- | -------- | -------- | -------- | -------- | ----- | ----- | ----- |
| Los Andes                             |             |          |          |          |          |       |       |       |
| Ascenso (2002/03), (2005) y (2012/13) | 78          | 28       | 20       | 30       | 112      | 120   | (-8)  |       |
| Total club                            | 78          | 28       | 20       | 30       | 112      | 120   | (-8)  |       |
| Club Deportivo San Antonio            |             |          |          |          |          |       |       |       |
| Segunda División 2009/10              | 30          | 12       | 4        | 14       | 47       | 41    | 6     |       |
| Copa Venezuela 2009                   | 1           | 0        | 0        | 1        | 0        | 1     | (-1)  |       |
| Total club                            | 31          | 12       | 4        | 15       | 47       | 42    | 5     |       |
| Cúcuta Deportivo                      |             |          |          |          |          |       |       |       |
| Apertura 2010                         | 7           | 3        | 1        | 3        | 8        | 7     | 1     |       |
| Finalización 2010                     | 24          | 10       | 7        | 7        | 31       | 24    | 7     |       |
| Copa Colombia 2010                    | 11          | 5        | 2        | 4        | 16       | 11    | 5     |       |
| Apertura 2011                         | 22          | 7        | 8        | 7        | 23       | 20    | 3     |       |
| Copa Colombia 2011                    | 10          | 2        | 3        | 5        | 12       | 13    | (-1)  |       |
| Apertura 2012                         | 8           | 2        | 1        | 5        | 5        | 14    | (-9)  |       |
| Copa Colombia 2012                    | 3           | 1        | 1        | 1        | 4        | 5     | (-1)  |       |
| Total club                            | 85          | 30       | 23       | 32       | 99       | 94    | 5     |       |
| Patriotas Boyacá                      |             |          |          |          |          |       |       |       |
| Apertura 2013                         | 5           | 0        | 3        | 2        | 5        | 9     | (-4)  |       |
| Copa Colombia 2013                    | 4           | 2        | 0        | 2        | 7        | 4     | 3     |       |
| Total club                            | 9           | 2        | 3        | 2        | 12       | 13    | (-1)  |       |

## Palmarés

### Campeonatos nacionales
| Título           | Club        | País     | Año  |
| ---------------- | ----------- | -------- | ---- |
| Primera División | Millonarios | Colombia | 1987 |
| Primera División | Millonarios | Colombia | 1988 |